# Casa Estela
La casa Estela és una obra del municipi d'Agullana (Alt Empordà) inclosa en l'Inventari del Patrimoni Arquitectònic de Catalunya.

## Descripció
Es tracta d'una casa modernista força senzilla, situada a davant de l'església del poble. S'adapta a la seva situació de cantonera d'una manera molt original, com és la forma arrodonida que pren defugint tota solució formal en forma d'escaire. Aquesta forma rodona acaba essent coronada per una petita torreta, amb força obertures en la part superior i teulat cònic recobert de teula verda. Destaquen la balconada de la primera planta amb ferro forjat i els mosaics blaus i grocs de les obertures, que a la part baixa són d'arc rebaixat mentre que al primer pis són rectangulars. Obertures que a la part baixa són d'arc rebaixat, mentre a la planta són rectangulars. Hi ha una cornisa de caràcter neoclàssic ressegueix, a la façana, els diferents pisos.